# Ignacy Bochenek
Ignacy Marian Bochenek (ur. 22 października 1955 w Jaworze) – polski polityk, energetyk, menedżer i urzędnik państwowy, w latach 1998–2001 wiceprezydent Legnicy, w latach 2001–2003 wicewojewoda dolnośląski, w latach 2003–2004 podsekretarz stanu w Ministerstwie Skarbu Państwa.

## Życiorys
W latach 1975–1977 studiował w Wojskowej Akademii Technicznej w Warszawie. Został absolwentem Instytutu Elektrotechnicznego Wyższej Szkoły Inżynierskiej w Zielonej Górze, a także Wydziału Informatyki i Zarządzania Politechniki Wrocławskiej. Ukończył również studia podyplomowe na Akademii Ekonomicznej we Wrocławiu (specjalność rachunkowość i kontrola finansowa), Uniwersytecie Opolskim (specjalność audyt energetyczny) oraz Uniwersytecie Przyrodniczym we Wrocławiu (specjalność obrót nieruchomościami i zarządzanie nieruchomościami).
W 1975 pracował jako spedytor w Zakładach Produkcyjnych Podkładów Kolejowych i Elementów Prefabrykowanych w Goczałkowie. Od 1977 do 1978 był inspektorem w Zakładzie Energetycznym w Legnicy, a potem do 1981 – w Wojewódzkiej Spółdzielni Mieszkaniowej. W latach 1981–1985 dyrektor Miejskiego Zespołu Szkół Ekonomiczno-Administracyjnych w Legnicy, a w latach 1985–1987 główny energetyk w Zakładach Przemysłu Dziewiarskiego „Milana” w Legnicy. Od 1987 do 1989 przewodniczył zarządowi miejskiemu Związku Socjalistycznej Młodzieży Polskiej w Legnicy, po czym do 1990 przebywał na kontrakcie w Niemieckiej Republice Demokratycznej. W 1989 kandydował do Sejmu z ramienia PZPR. Został następnie menedżerem miejskich przedsiębiorstw: kierownikiem zakładu w Legnickim Przedsiębiorstwie Gospodarki Komunalnej (1990–1994), dyrektorem Zarządu Dróg w Legnicy (1994–1997) i prezesem Legnickiego Przedsiębiorstwa Gospodarki Komunalnej (1997–1998). Od 1998 do 2001 sprawował obowiązki zastępcy prezydenta Legnicy, a od 2001 do 18 czerwca 2003 – pierwszego wicewojewody dolnośląskiego. Od 1992 był wiceprezesem dolnośląskiej rady Unii Pracy.
23 czerwca 2003 powołany na stanowisko podsekretarza stanu w Ministerstwie Skarbu Państwa. Odwołany 30 kwietnia 2004. Toczył się przeciw niemu proces o złożenie fałszywego oświadczenia lustracyjnego, w 2003 został nieprawomocnie skazany za kłamstwo lustracyjne. W 2004 rozpoczął pracę w koncernie energetycznym EnergiaPro jako wiceprezes ds. strategii, a w latach 2004–2007 – prezes zarządu. Był następnie prokurentem w spółce Akad i asystentem projektu w ZUP IZOBET, a także prezesem zarządu PBT Hawe i HAWE Budownictwo. W 2011 został menedżerem Legnickiej Specjalnej Strefy Ekonomicznej. W 2016 zasiadł w radzie nadzorczej NWZ Veltro Cars. W 2010 bezskutecznie kandydował do rady miejskiej Legnicy. Uzyskał mandat w 2014 z listy SLD Lewicy Razem. Znalazł się w klubie radnych „Porozumienie dla Legnicy” i objął funkcję jego szefa.
W 2000 otrzymał Złoty Krzyż Zasługi.

## Życie prywatne
Żonaty, ma dwóch synów.